# Tourville (D 610)
De Tourville is een fregat van het type F67 (of Tourvilleklasse) van de Franse Marine National. Het schip is vernoemd naar de 17e-eeuwse admiraal Anne-Hilarion de Tourville.
De schepen van dit type zijn een vervolg op de Suffrenklasse en hebben daarmee - hoewel iets kleiner - de rompvorm gemeen. Waar de nadruk bij de fregatten van de Suffrenklasse vooral ligt op de luchtverdediging (met de Masurca luchtdoelraketten), bij de Tourvilleklasse ligt die meer op de onderzeebootbestrijding. Het schip heeft daarvoor sonarsystemen en twee Westland Lynx helikopters. Door de latere plaatsing van Exocet zeedoelraketten hebben de schepen ook een krachtige oppervlaktebewapening.
Het werd verwacht dat schepen van dit type in grote aantallen bij de Franse marine in dienst zouden komen, maar het programma werd na 3 eenheden stopgezet. In plaats daarvan gaf men voorkeur aan de fregatten van de Georges Leyguessklasse, iets kleinere en goedkopere schepen.
Tussen 1994 en 1996 is de Tourville uitgerust met een modern SLAMS-systeem: een sonar met extreem lage frequentie.
De andere schepen van de F67 klasse zijn:
- D610 Tourville
- D611 Duguay-Trouin (uit de vaart genomen in 1999)
- D612 De Grasse

## Foto's

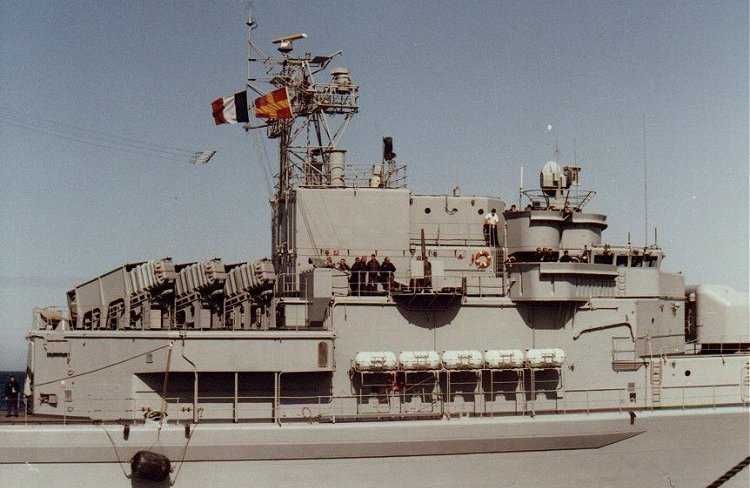
close-up van de brug van de Tourville. De reddingsvlotten zijn hier zichtbaar, net als de Exocet raketten en de vuurleiding
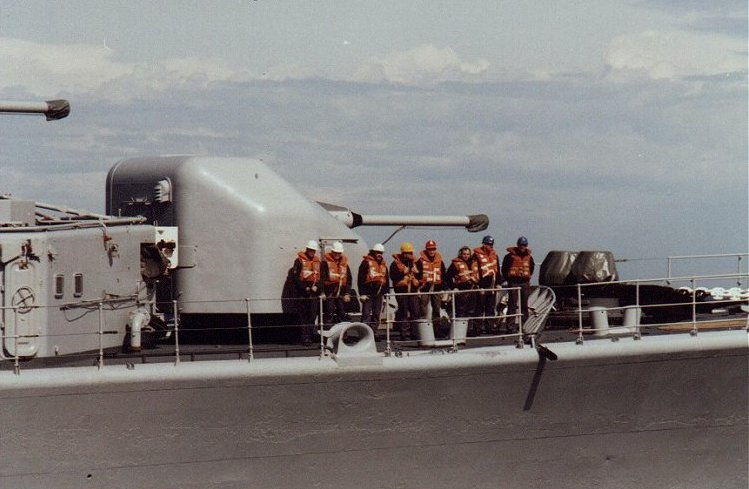
close-up van de boeg; het 100mm kanon is goed zichtbaar
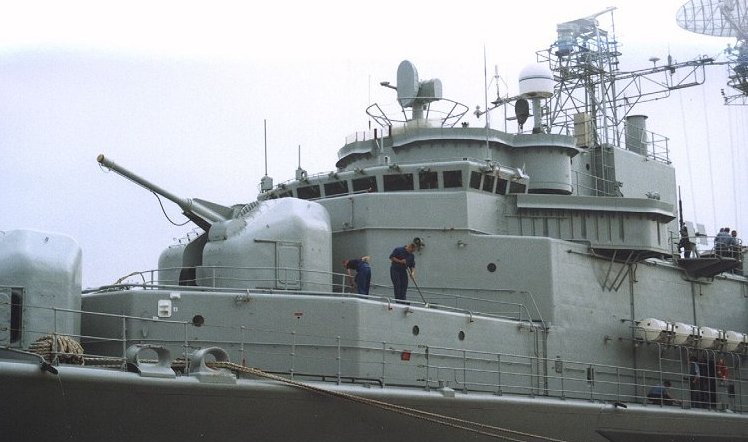
Het middenschip.

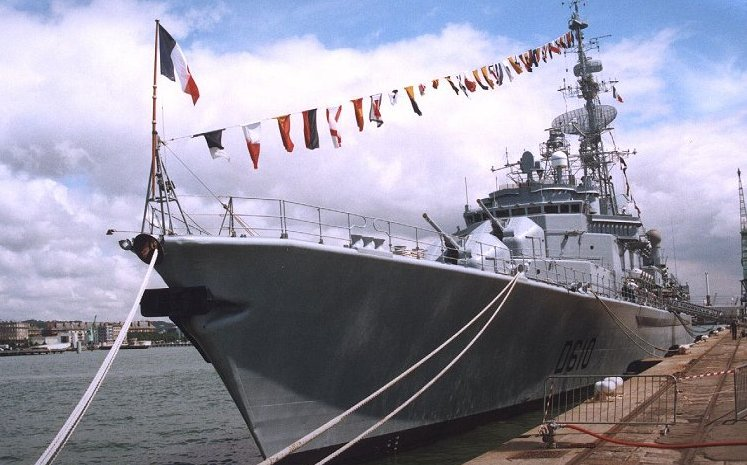
De Tourville
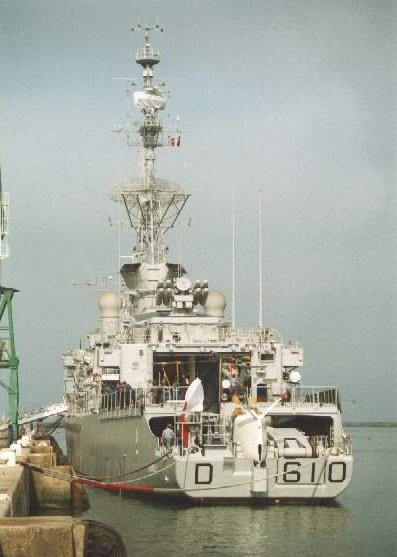
De Tourville